# Pirineos Sur
Pirineus Sur és un festival musical i cultural que s'organitza anualment durant el mes de juliol a les localitats de Sallent de Gállego i Lanuza, a la Vall de Tena. L'escenari flotant està situat al pantà de Lanuza i la graderia s'assenta al vessant de la muntanya. Tot l'enclavament es troba envoltat pels Pirineus, fet que li aporta una bellesa natural destacable. A més a la localitat de Sallent de Gállego es desenvolupen cada dia un seguit d'activitats paral·leles als concerts com ara un mercat d'artesania, parades amb menjars del món, tallers de danses tribals o d'acrobàcies aèries, contacontes i jocs infantils.
Els estils musicals varien des del flamenc, rap, salsa o folk fins a percussió africana, reggae i jazz. Per l'escenari han passat artistes internacionals com Carlinhos Brown, Compay Segundo, Enrique Bunbury, Calle 13, Rubén Blades, Bomba Estéreo, Kumbia Queers, Johnny Clegg i Alpha Blondy, així com Peret, Antonio Carmona, José Mercé, Ojos de Brujo, Macaco, Paco de Lucía o Los Chikos del Maíz.